# Isten Egyházának Gyülekezetei (Hetednapi)
Isten Egyházának Gyülekezetei (Hetednapi) egy keresztény, szombattartó, az adventizmus mozgalmához tartozó világszéles egyház. Önértelmezése szerint kizárólag az egész Szentírásban, vagyis az Ó és Újszövetségben lefektetett hitet gyakorolják, minden emberi hagyománytól, vagy az idők során kialakult, de nem biblikus, azaz hozzáadott tradícióktól mentesen.
2010-ben 233 gyülekezettel rendelkezett az Egyesült Államokban és Kanadában, körülbelül 14 ezer taggal. Világszéles taglétszámuk a 2010-es években több mint 200 ezer fő; legalább negyven országban működve.
Az amerikai központjuk Coloradoban működik, de az európai gyülekezetek gyakran csak lazán kapcsolódnak az amerikai szervezethez. Minden nemzeti egyház autonómnak számít és testvérközösségnek tekintik egymást.

## Történet
A Hetednapi Adventista Egyház 1863-as megalakulása előtt azok, akik elutasították Ellen G. White isteni ihletettségét és látomásait, Gilbert Cranmer (1814–1903) vezetésével önálló csoportot alapítottak, amely Church of God (Isten Egyháza) néven vált ismertté.
Híveik az amerikai Michigantól Iowáig, és Missouri államon át folytatták a szombatnak és más, általuk bibliai igazságoknak tartott hit terjesztését. Mivel a gyülekezeteik leginkább egy laza koalíción belül működtek együtt, így történelmük gyakran fordulatos volt, csoportjaik átformálódtak vagy újraszerveződtek vagy felbomlottak, illetve felszívódtak a tovább működő gyülekezetekbe.
Tanításaikon alapulva pásztoraik, A.N. Dugger és C.O. Dodd 1935-ben kiadtak egy könyvet, amelyben megpróbálták visszavezetni a közösség történelmét különféle középkori csoportokon keresztül az ókori apostolokig, amelyekről mind hitték, hogy szombatot ünnepeltek. E csoportok némelyike, például a valdensek és a paulikiánusok esetében azonban az állításuk erősen vitatott.

## Hitelveik, gyakorlatuk
Mint sok más, az adventizmusból létrejövő közösség, a bibliai hetedik napon (szombat) tartják a nyugalomnapot és az istentiszteletet. Ezentúl megtartják az Isten által rendelt ószövetségi ünnepeket, amelyet az egész közösség ünnepel. Minden más keresztény ünnepet elutasítanak.
Két „szentséget” ismernek: a felnőttkeresztséget és az úrvacsorát (a lábmosással együtt). 
Várják Jézus Krisztus közeli visszajövetelét. 
A krisztológia régóta vitatott kérdés a közösségben. Alapítójuk, Cranmer elutasította a Szentháromság-tant  és ma is számos csoportjuk továbbra is hiszi, hogy Jézus Krisztus teremtett lény volt.
A közösség tanítása szerint a hívők üdvössége Isten kegyelméből van. 
A magyar közösség főbb hitelvei:
- Egy Isten van, JHVH az Örökkévaló. Az Atya, akitől van a Mindenség, aki egyedül halhatatlan, a Mindenható.
- Jézus Krisztus a közbenjáró Isten és az emberek között. Ő a Felkent, akit Isten megígért a próféták által. Megjelent testben, meghalt a bűnök bocsánatáért, feltámadt dicsőségben az Írások szerint. Ő a Melkisédek rendje szerinti főpap, aki ítélni fog élőket és holtakat és addig uralkodik, míg minden lába alá vettetik. Jézus az Atya által közvetlenül született lény, de nem teremtmény, mivel minden más teremtmény Jézus által teremtetett.
- Az Isten királyságába való bemenetelhez szükséges a víztől és Szent Szellemtől való újonnan születés, a Jézus Krisztus nevére történő alámerítkezés által.
- Rendelése szerint Isten egy napon megítéli a föld kerekségét Jézus Krisztus által. Ekkor feltámadnak a szentek, akik igazságban haltak meg. Krisztussal élnek és uralkodnak ezer évig. Az ezer éves királyság után a második feltámadásban a többi halott elevenedik meg és megítéltetnek cselekedetek szerint.
- Isten szándéka szerint a Törvény örök, nem múlik el, míg minden végbe nem megy. Az új szövetség beteljesülésével Isten az emberi szívbe helyezi az Ő törvényét és azt cselekszi, hogy az ember képes legyen azt megtenni.
- A szombati pihenő az ádámi emberiség történelmének legkezdetén lett létrehozva, vagyis intézményesítve. A teremtés történetéből ismert, hogy a szombat napja szentté lett nyilvánítva, és el lett választva a hét többi napjától. Isten megtartandó parancsolatai között ma is ott van a szombati pihenő.